# 라이 따이한 (영화)
"라이 따이한"은 1994년에 개봉한 대한민국의 영화이다.

## 캐스팅
- 이창훈 : 상우 역
- 린 단 팜 : 수잔 역
- 민지환 : 재국 역
- 김수안 : 옌 역
- 최민 : 철수 역
- 전희랑 : 챠오 역
- 송일동 : 충남 역
- 신진경 : 란 역
- 광하이 : 국일 역
- 링뜩 : 챠오 모 역
- 조학자 : 송 여사 역
- 국베트 : 융 역
- 누엔득 : 용만 역
- 유일문 : 황준호 역